# Cidade Livre de Cracóvia

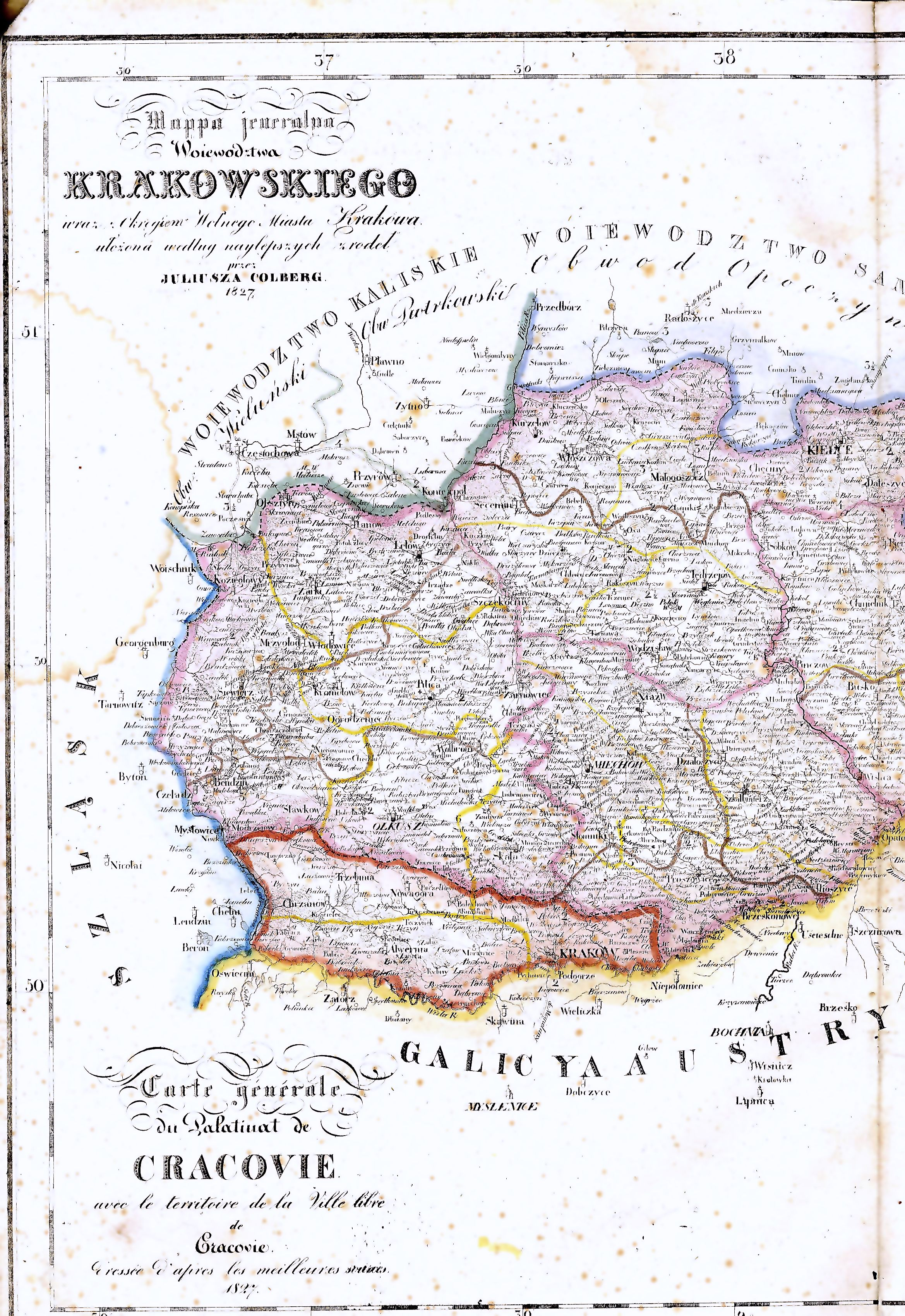
Mapa da Cidade Livre em 1827

A Livre, Independente e Estritamente Neutra Cidade de Cracóvia com seu Território (em polonês/polaco: "Wolne, Niepodległe i Ściśle Neutralne Miasto Kraków i jego Okręg"), mais comumente conhecida como Cidade Livre de Cracóvia ou República de Cracóvia (em polonês/polaco: "Wolne Miasto Kraków") foi uma cidade-estado criada pelo Congresso de Viena em 1815, sendo controlada por seus três vizinhos (Rússia, Prússia e Áustria) até 1846, quando, depois da derrota da Revolta de Cracóvia, foi anexada pelo Império Austríaco. Foi um resquício do Ducado de Varsóvia que havia sido partilhado entre aqueles três Estados em 1815.

## História
A Cidade Livre foi fundada em 3 de maio de 1815. O pequeno estado recebeu sua primeira Constituição em 1815, a qual foi revista e ampliada em 1818, constituição esta que estabelecia autonomia significativa para a cidade. A Universidade Jaguelônica podia aceitar alunos inclusive dos territórios particionados da Polónia. A cidade, desta maneira, se tornou um centro de atividade política polonesa nos territórios da Polónia particionada.
Durante a Revolta de Novembro de 1830-31, a cidade foi uma base de contrabando de armas para o Reino da Polônia controlado pelos russos. Após o término da rebelião a autonomia da Cidade Livre foi restringida. A polícia passou a ser controlada pela Áustria, a eleição do presidente devia ser aprovado por todos os três poderes. A Cracóvia foi posteriormente ocupada pelo exército austríaco de 1836 a 1841. Após a fracassada Revolta de Cracóvia, de 1846, a Cidade Livre foi anexada pela Áustria, em 16 de novembro de 1846, como Grão-Ducado de Cracóvia.

## Geografia e população
A Cidade Livre de Cracóvia foi criada a partir da parte sudoeste do Ducado de Varsóvia (o antigo Departamento de Cracóvia, na margem esquerda do rio Vístula). O território da cidade compreendia de 1164 a 1234 km ² (dependendo da fonte), tendo fronteiras com o Império Russo, Prússia e Império Austro-Húngaro. Compreendia a cidade de Cracóvia e seus arredores, além de outros assentamentos na área administrada pela Cidade Livre incluindo 224 aldeias e 4 vilas: Jaworzno, Chrzanów, Trzebinia e Nowa Góra.
Em 1815 a sua população era de 95.000 habitantes, em 1843 eram 146.000. Desta população 85% era católicos, 14% eram judeus, e 1% outros. A mais famosa família Szlachta de então era a família de magnatas Potoccy, com sua mansão em Krzeszowice.

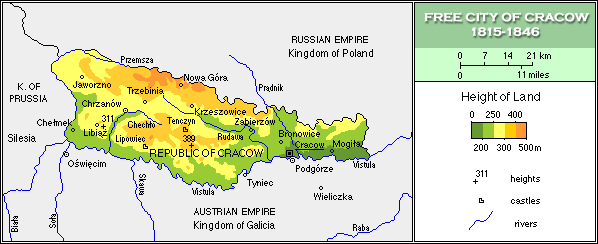
Mapa da Cidade Livre de Cracóvia/Krákow 1815-1846

## Política
O pequeno estado recebeu sua primeira Constituição em 1815, a qual foi concebida principalmente pelo príncipe Adam Jerzy Czartoryski. Esta Constituição foi revista e ampliada em 1818, estabelecendo uma autonomia significativa para a cidade. O poder legislativo foi investido a uma Assembleia de Representantes (Izba Reprezentantów), e o poder executivo foi entregue a um Senado
Em 1833, no rescaldo da Revolta de Novembro e depois do plano abortado, por ativistas poloneses, de iniciar uma insurreição em Cracóvia, as Potências dominantes resolveram criar uma nova constituição, muito mais restritiva: o número de senadores e deputados foi reduzido e seus poderes limitados, enquanto os comissários nomeados pelos Impérios Centrais tiveram seus poderes ampliados. A liberdade de imprensa também foi cerceada. Em 1835 um tratado secreto entre os poderes particionantes continha um plano no qual, em caso de outra insurreição polonesa, a Áustria teria o direito de ocupar e anexar a cidade. Isto finalmente iria acontecer depois da Revolta de Cracóvia, em 1846.
A constituição era baseada na Código Civil Napoleônico e nos códigos comercial e direito penal francês. A língua oficial era polonês/polaco.
Em 1836 a polícia local foi dissolvida e substitsuída pela polícia austríaca, em 1837 as Potências do particionamento diminuíram as competências dos tribunais locais, que se recusavam a ceder às suas demandas.

## Economia
A Cidade Livre foi uma área de livre comércio, permitindo as trocas com a Rússia, a Prússia e a Áustria. Ela não tinha taxas, os impostos eram baixos, e vários setores económicos tinham privilégios concedidos pelas Potências vizinhas. Como tal, a Cidade tornou-se um dos centros europeus do liberalismo econômico e dos adeptos do laissez-faire, atraindo novas empresas e imigrantes, o que resultou num crescimento impressionante da cidade.
Tecelões da Silésia Prussiana muitas vezes utilizaram a cidade livre como centro de contrabando para evitar barreiras tarifárias, ao longo das fronteiras da Áustria e Congresso da Polônia. A anexação posterior da Cidade Livre pela Áustria  levou a uma queda significativa nas exportações têxteis prussianas.

## Leituras adicionais
- Norman Davies, God's Playground. A History of Poland. Vol. 1: The Origins to 1795, Vol. 2: 1795 to the Present. Oxford: Oxford University Press. ISBN 0-19-925339-0 / ISBN 0-19-925340-4. (em inglês)
- Bieniarzówna, Janina; Małecki, Jan M. (1994). Dzieje Krakowa, t. 3 Kraków w latach 1796–1918. Kraków: Kraków: Wydawnictwo Literackie. ISBN 83-08-00116-5 (em polonês)
- Feuchtwanger, E. J. (1970). Prussia: Myth and Reality. Chicago: Henry Regnery Company. 262 páginas. ISBN 0854961089 (em inglês)